# Oh, Tinker!
Oh, Tinker! es una serie de historietas infantiles creada por Trini Tinturé para la revista británica "Jurtz". Es una de las favoritas de su autora.

## Trayectoria editorial
Cuando "Jurtz" desapareció, Oh, Tinker! continuó publicándose en otras revistas británicas como "June".

## Argumento y personajes
¡Oh, Tinker! está protagonizada por una pequeña hada, que recurre frecuentemente a la magia.